# 魔百合の恐怖報告
『魔百合の恐怖報告』（まゆりのショックレポート）は、山本まゆりによる日本の漫画作品シリーズ。1986年から『月刊ハロウィン』（朝日ソノラマ）、『ほんとにあった怖い話』（朝日ソノラマ。後に朝日新聞出版）に掲載。

## 概要
『月刊ハロウィン』（朝日ソノラマ）1986年10月号が初出。その後、同誌や『ほんとにあった怖い話』に掲載された。『ほんとにあった怖い話』の休刊後は、2011年に朝日新聞出版から発行される後継誌「HONKOWA」に掲載され、それ以降も続いている。
霊障に悩む読者からの相談を募り、著者の友人である霊能者・寺尾玲子（仮名）が原因を突き止め、解決を図るという実録形式の作品。時折、ひとみ翔の「霊感お嬢★天宮視子」シリーズとコラボしており、お互いの作品で天宮視子（仮名）と協力して霊障の解決に奔走する姿が描かれ、仕事に必要な霊的な存在を預かる沙弓（仮名）という女性も登場するようになった。

## 単行本リスト
山本まゆり　『魔百合の恐怖報告』 朝日ソノラマ、朝日新聞出版〈ほんとにあった怖い話コミックス〉、
- 第1巻 部屋の隅の白い影 (2007/12/10)
- 第2巻 霊界への道標 (2007/12/10)
- 第3巻 葬られた霊域 (2007/12/10)
- 第4巻 死の誘惑 (2007/12/10)
- 第5巻 供養の報酬 (2007/12/10)
- 第6巻 三つの呪縛 (2007/12/10)
- 第7巻 星になった少年 (2007/12/10)
- 第8巻 小さな霊媒師 (2007/12/10)
- 第9巻 現世の使命 (2007/12/10)
- 第10巻 水の記憶 (2007/12/10)
- 第11巻 呪いの代行 (2007/12/10)
- 第12巻 最後の言葉 (2007/12/10)
- 第13巻 女たちの迷路 (2007/12/10)
- 第14巻 青山幽霊通り (2007/12/10)
- 第15巻 止められた時計 (2007/12/10)
- 第16巻 聖なる丘に眠る (2007/12/10)
- 第17巻 死神の指輪 (2007/12/10)
- 第18巻 闇に笑う女帝 (2007/12/25)
- 第19巻 父からの警告 (2007/12/25)
- 第20巻 闇の死刑執行人 (2007/12/25)
- 第21巻 感染する祟り (新装改訂版2013/08/07)
- 第22巻 鬼門上の亡者 (2009/07/07)
- 第23巻 白衣の堕天使 (2011/06/07)
- 第24巻 蠱毒の使い魔 (2012/02/07)
- 第25巻 因縁の系譜 (2012/07/06)
- 邪念の神殿 (2013/08/07)
- 魂の帰還 (2014/02/07)
- 神様の引越し (2014/07/08)
- からみあう執念 (2016/01/22)
- 巣作りの女 (2016/07/07)
- 分岐する嫉み (2018/01/04)
- 病室の死神（2019/07/05）